# Васютов, Юрий Константинович
Юрий Константинович Васютов (14 ноября 1931, Орский Бор, Колыванский район, Западно-Сибирский край — 4 июля 2006, Кослан, Республика Коми) — коми поэт, прозаик и детский писатель. Член Союза писателей СССР с 1973 года.

## Биография
Родился 14 ноября 1931 года в деревне Орский Бор.
В 1932 году его родители переехали в Удорский район Коми автономной областт. В 1948 году Юрий окончил среднюю школу села Кослан. После школы поступил на курсы радистов, работал радистом в Удорском леспромхозе треста «Мезеньлес». В 1951—1954 года проходил службу в рядах Советской Армии. Работал в РК ВЛКСМ. В 1971 году окончил факультет журналистики Высшей партийной школы при ЦК КПСС. Трудился на должностях журналиста, заместителя председателя правления Союза писателей Коми АССР.
Первое своё стихотворение Васютов опубликовал в 1951 году. Издал более десяти книг. Главные темы его стихотворений — деревенская жизнь и своё детство.
В 1981 году был опубликован сборник для детей под названием «Менам рöдвуж» («Моя родня»). Васютов перевел на коми язык детские стихи П. Образцова, Е. Пермяка, французского поэта Поля-Мари Фонтена.
Помимо стихов писал повести и рассказы, повествующие о людях пармы, о жизни подростков, о родном крае. Наиболее известная его повесть — «Парма Ёгор» («Егор из пармы»).
Умер 4 июля 2006 года в селе Кослан Удорского района.

## Награды и звания
- Заслуженный работник культуры Коми АССР (1991)
- Лауреат премии Правительства Республики Коми в области литературы (2003)[2].

## Произведения
- Пöдарки : [кывбуръяс] / ред. С. Морозов ; серпасалiс П. Быстров. - Сыктывкар : Коми кн. изд-во, 1962. - 18, [1] л. б. : серпас. – Пер. загл.: Подарки : стихи.
- Рец.: Конюхов, Д. Посни челядьлы // Югыд туй. 1962. 30 окт.
- Чушик-чушенька-чушок: [кывбуръяс] / ред. В. Попов ; серпасалiс В. Пунегов. - Сыктывкар : Коми кн. изд-во, 1965. - 16, [1] л. б. : серпас. – Пер. загл.: Неряха : стихи
- Сьöлöмöй танi : кывбуръяс, поэма   / ред. В. А. Попов ; серпасалiс М. П. Безносов. - Сыктывкар : Коми кн. изд-во, 1966. - 55, [1] л. б. – Пер. загл.: Здесь моё сердце : стихи, поэма.
- Рец.: Ванеев, А. Öти бур книгаöн лои унджык // Югыд туй. 1966. 22 сент. ; Лодыгин, В. [рец. на кн. «Сьöлöмöй танi»] // Войвыв кодзув. 1967. № 4. Л. б. 63.
- Татчö волыны ме рад : поэма / ред. В. А. Попов ; серпасалic С. А. Торлопов. - Сыктывкар : Коми кн. изд-во, 1966. - [16] л. б. : серпас. – Пер. загл.: Побывать всегда здесь рад.
- Пöртмасьысь войвыв : кывбурьяс, поэма / ред. В. А. Попов ; серпасалiс С. А. Добряков. - Сыктывкар : Коми кн. изд-во, 1973. - 86, [2] л. б. : серпас. – Пер. загл.: Сияющий север : стихи, поэма.
- Рец.: Конюхов, Д. [рец. на кн. «Пöртмасьысь войвыв»] // Войвыв кодзув. 1973. № 4. Л. б. 58-60.
- Быдöнлöн аслас сьöлöм : висьт да повестьяс / ред. Т. Чукичева. - Сыктывкар : Коми кн. изд-во, 1978. - 190, [2] л. б. – Пер. загл.: У каждого своё сердце : рассказ и повести.
- Менам рöдвуж : [ичöт арлыда челядьлы кывбурьяс] / ред. В. А. Попов ; серпасалiс А. В. Мошев. - Сыктывкар : Коми кн. изд-во, 1981. - 32 л. б. : серпас. – Пер. загл.: Моя родня : [стихи для детей дошк. и мл. шк. возраста].
- Рец.: Мишарин, А. [рец. на кн. «Менам рöдвуж»] // Югыд туй. 1983. 8 мая.
- Сёрмöм тулыс : кывбурьяс, поэма / ред. В. А. Попов ; серпасалiс С. А. Холопов. - Сыктывкар : Коми кн. изд-во, 1984. - 109, [2] л. б. : серпас. – Пер. загл.: Запоздалая весна : стихи, поэма.
- Рец.: Напалков, В. Видза олан, Удора! // Югыд туй. 1984. 13 нояб.
- Шондіа вой : повесть / серпасалic В. И. Краев. - Сыктывкар: Коми кн. изд-во, 1985.- 102 л. б.: серпас. – Пер. загл.: Солнечная ночь.
- Кöйдыса во : кывбурьяс, поэмаяс / ред. А. В. Тентюков ; серпасалiс В. Б. Осипов. - Сыктывкар : Коми кн. изд-во, 1990. - 122, [6] л. б. : серпас. – Пер. загл.: Щедрость : стихи, поэмы.
- Вöрса олысь - Пожöм Коль: [зонпоснияслы кывбуръяс ]. - Сыктывкар: Коми кн. изд-во, 1991.- 25 л. б. : серпас. – Пер. загл.: Сосновый Шиш – весёлый мальчиш : [стихи для детей мл. шк. возраста].
- Дурысьяс : [зонпоснияслы кывбуръяс ] / ред. А. В. Тентюков ; серпасалiс А. В. Мошев . - Сыктывкар : Коми кн. изд-во, 1994. - 14, [2] л. б. : серпас. – Пер. загл.: Шалуны : [стихи для детей мл. шк. возраста].
- Нöдкывъя олöм : кывбуръяс, поэма / серпасалiс В. А. Моторин. - Сыктывкар : Коми кн. изд-во, 1998. - 107, [5] л. б. – Пер. загл.: Загадочная жизнь : стихи, поэма.
- Шондiа вой : повесьтъяс / ред. А. В. Тентюков ; серпасалiс И. П. Муравьев. - Сыктывкар : Коми небöг лэдзанiн, 2002. - 316, [4] л. б. : серпас. – Пер. загл.: Солнечная ночь : повести.
- Сигудöка шоръяс : кывбуръяс, поэмаяс / серпасалiс А. В. Мошев. - Сыктывкар : ред. журн. "Арт", 2008. - 365, [3] л. б. : серпас. – Пер. загл.: Чарующие ручьи : стихи, поэмы.
- Зиль-зёль да силь-сёль : [кывбуръяс да висьтъяс] / ред. В. И. Трошева ; серпасалiс Г. Н. Шарипков. - Сыктывкар : Анбур, 2010. - 167, [1] л. б. : серпас. – Пер. загл.: Зиль-зёль и силь-сёль (звукоподражение) : [стихи и рассказы].
- На русском языке
- Наш весёлый детский сад : [стихи для детей дошк. и мл. шк. возраста ] / пер. с коми А. Клейн ; худож. С. А. Торлопов. - Сыктывкар: Коми кн. изд-во, 1969. - 15 с. : ил.
- Лесной костёр : стихи, поэма / ред. А. Я. Алтушев ; пер. с коми Г. Пагирев ; худож. В. С. Порохня. - Сыктывкар: Коми кн. изд-во, 1980. - 94 с. : ил.
- Рец.: Юрьев С. [рец. на кн. «Лесной костер»] // Заря Тимана. 1980. 23 авг. ; Демин, В. «Улица моя в один этаж» // Красное знамя. 1981. 8 мая.[3]